# Robert von Turlande

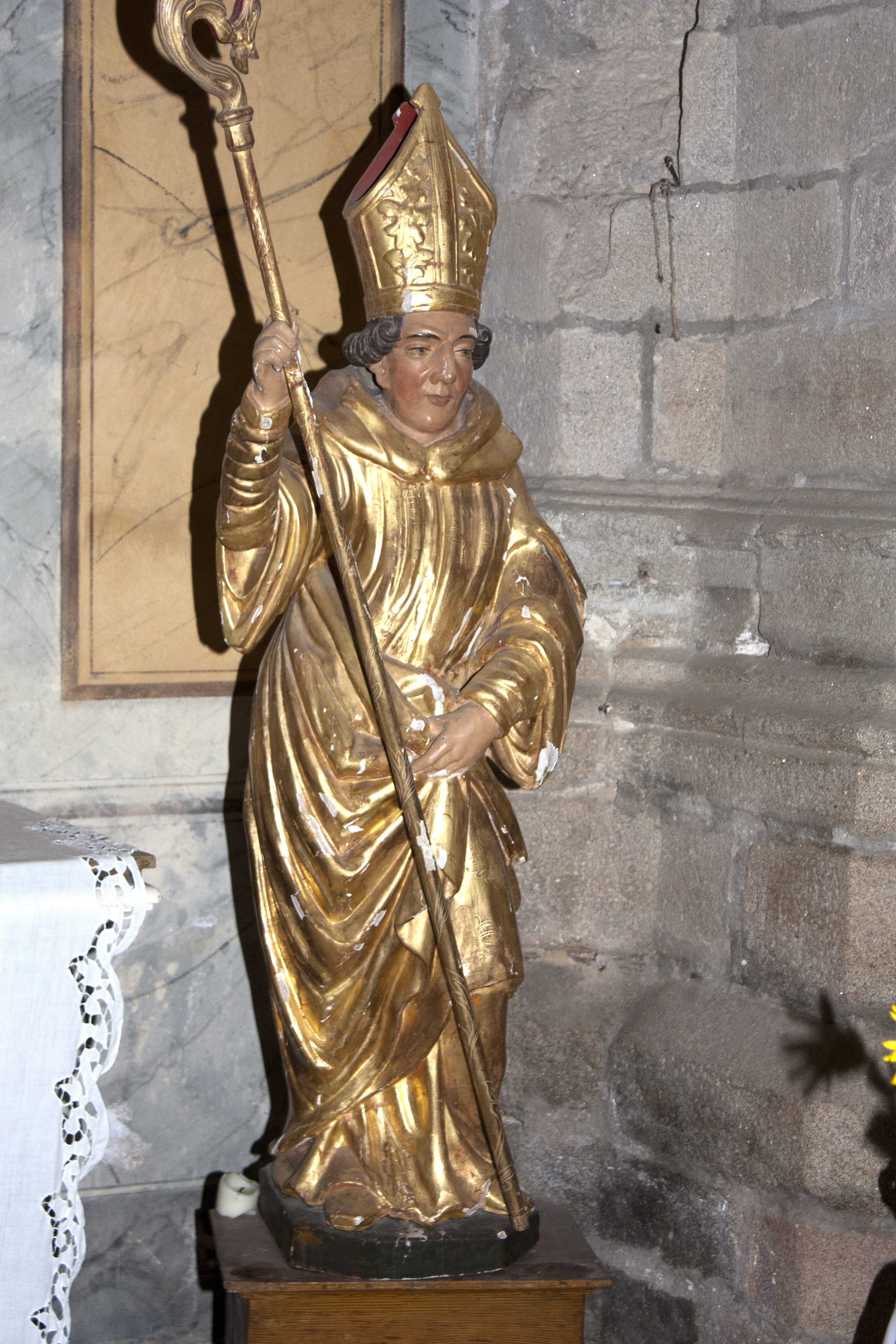
La Chaise Dieu – Robert von Turlande als Abt

Robert von Turlande (* 1001 bei Paulhenc, Auvergne, Frankreich; † 17. April 1067 im Kloster La Chaise-Dieu, Auvergne) war ein Heiliger der Katholischen Kirche und der Gründer des Benediktinerklosters La Chaise-Dieu.

## Vita
Robert von Turlande war ein jüngerer Sohn von Géraud de Turlande, der zum höheren Adel der Auvergne gehörte. Da er keine Neigung zum Kriegsdienst hatte, wurde er den Kanonikern der Basilika Saint Julien in Brioude übergeben. Dort wurde er selbst im Jahr 1026 Kanoniker, dann Priester. Im Jahr 1040 pilgerte er nach Rom und nach Monte Cassino, um dort die Benediktsregel zu studieren. Nach seiner Rückkehr entschied er sich Mönch zu werden und der Benediktsregel zu folgen. Am 28. Dezember 1043 gründete er zusammen mit zwei ehemaligen Rittern eine kleine Einsiedelei, die er Casa Dei (= „Haus Gottes“) nannte, woraus sich der Name Chaise-Dieu entwickelte.
Sehr bald sammelten sich Mönche um Robert und um das Jahr 1050 war aus der kleinen Einsiedelei ein vom Bischof von Clermont, einem Onkel von Robert, anerkanntes und gefördertes Kloster geworden. Im Jahr 1052 stellte Papst Leo IX. das Kloster unter seinen Schutz. 
Beim Tod von Robert hatte La-Chaise-Dieu bereits 300 Mönche, die sogenannten „casadéens“, und 42 Tochterklöster, dazu das Frauenkloster von Lavaudieu.

## Verehrung
Bereits im Jahr 1070 wurde er von Papst Alexander II. heiliggesprochen und der 24. April als sein Festtag festgesetzt. Mehrere Kirchen sind seinem Andenken geweiht – darunter die Kirche St. Robert im gleichnamigen Ort. Mittelalterliche Darstellungen sind unbekannt, die wenigen neuzeitlichen Bildnisse zeigen ihn als Abt.